# Гунценшвіль
Гунценшвіль (нім. Hunzenschwil) — громада в Швейцарії в кантоні Ааргау, округ Ленцбург.

## Географія
Громада розташована на відстані близько 75 км на північний схід від Берна, 7 км на схід від Аарау.
Гунценшвіль має площу 3,3 км², з яких на 41,1 % дозволяється будівництво (житлове та будівництво доріг), 34 % використовуються в сільськогосподарських цілях, 24,5 % зайнято лісами, 0,3 % не є продуктивними (річки, льодовики або гори).

## Демографія
2019 року в громаді мешкало 4038 осіб (+25,2 % порівняно з 2010 роком), іноземців було 29,1 %. Густота населення становила 1239 осіб/км².
За віковим діапазоном населення розподілялося таким чином: 21,1 % — особи молодші 20 років, 64,7 % — особи у віці 20—64 років, 14,2 % — особи у віці 65 років та старші. Було 1712 помешкань (у середньому 2,3 особи в помешканні).
Із загальної кількості 2072 працюючих 31 був зайнятий в первинному секторі, 663 — в обробній промисловості, 1378 — в галузі послуг.